# 富士フイルム ウェブ写真美術館
富士フイルム ウェブ写真美術館（ふじフイルム ウェブしゃしんびじゅつかん）は2007年3月25日にオープンした富士フイルム株式会社が運営していたインターネット上の写真美術館。正式名称は富士フイルム ウェブ写真美術館&ショップ。

## 概要
プロの写真家の作品の他、コンテストで選ばれたアマチュア作品なども展示。写真の閲覧は無料で、インターネットに接続できる環境であれば誰でも展示作品を鑑賞することができる。
風景・海・富士山・動物・子供の写真など、数多くのジャンルの作品が展示されている。
展示作品の一部は半切、四切、六切、ポストカードなどサイズを選んだ上でインターネット上で購入できる。写真は富士フイルムがプリントし、額装された状態で配送される。
2007年のグッドデザイン賞を受賞。

## 参加している主な写真家
| - 相原正明 - 青木勝 - 秋山庄太郎 - 芥川善行 - 浅井慎平 - 荒木経惟 - 岩合光昭 - 岩宮武二 - 大山行男 - 岡田敦 - 川上緑桜 | - 久保田博二 - 白簱史朗 - 高橋宣之 - 竹内敏信 - 立木義浩 - 田沼武能 - 垂見健吾 - 津田洋甫 - 長島有里枝 - 中村征夫 - 西川治 | - 野町和嘉 - HABU - 林忠彦 - 林義勝 - 広瀬飛一 - 藤田一咲 - 星野道夫 - 前田晃 - 前田真三 - 真島満秀 - 水越武 | - 緑川洋一 - 森田敏隆 - 森山大道 - 山本建三 - 横須賀功光 - 吉野信 - 和田正宏 |